# Valeriana celtica
Valeriana celtica là một loài thực vật thuộc họ Valerianaceae. Trong tiếng Anh nó thường được gọi là Alpine valerian và valerian spikenard. Đây là loài đặc hữu của Trung Âu. Cho tới thập niên 1930 nó được thu hoạch chủ yếu để xuất khẩu tới châu Á để sản xuất nước hoa.

## Hình ảnh

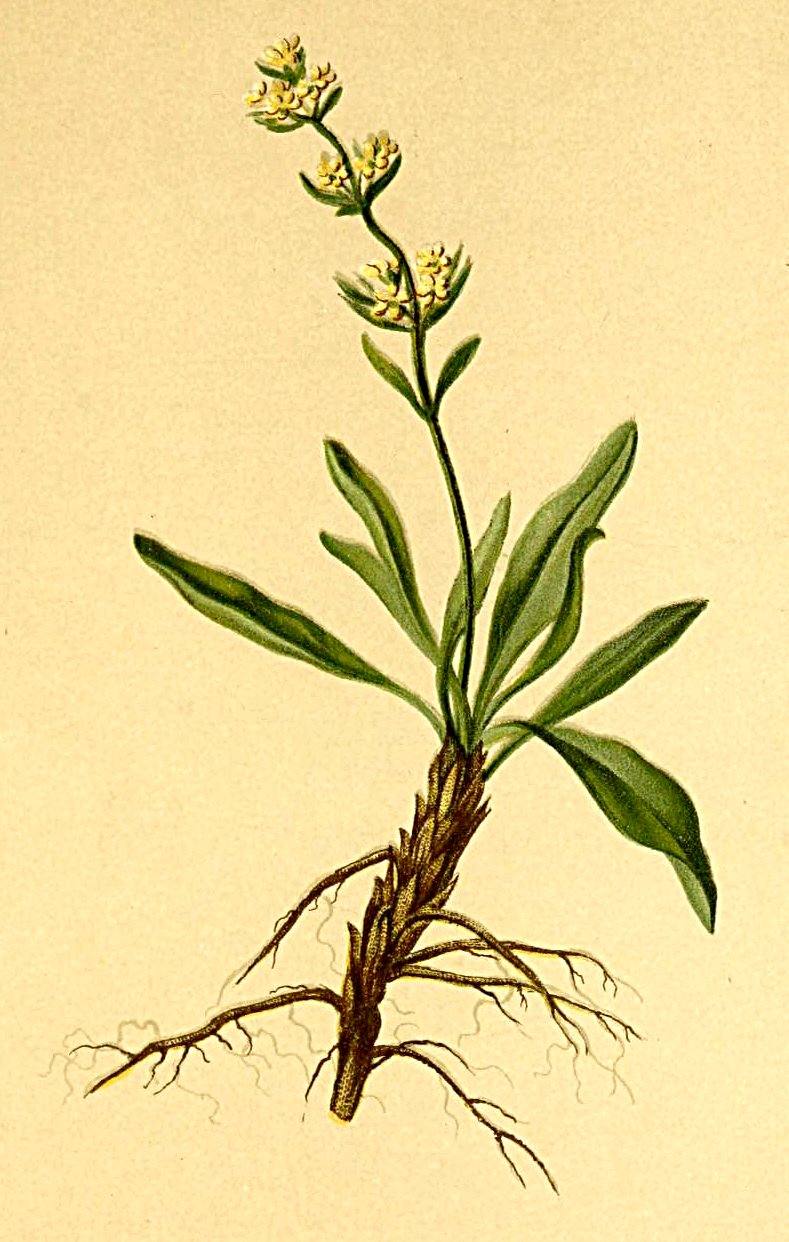
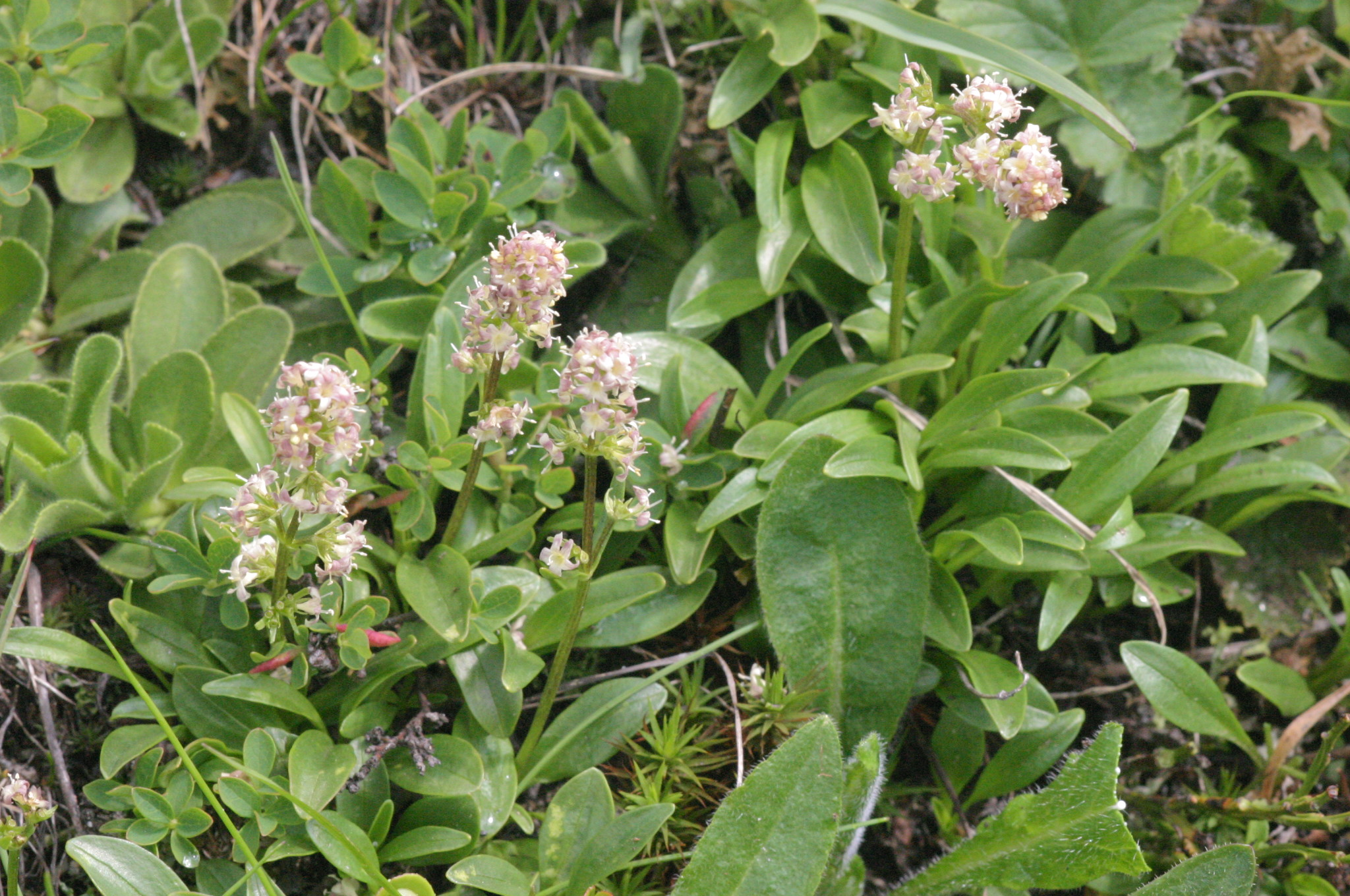
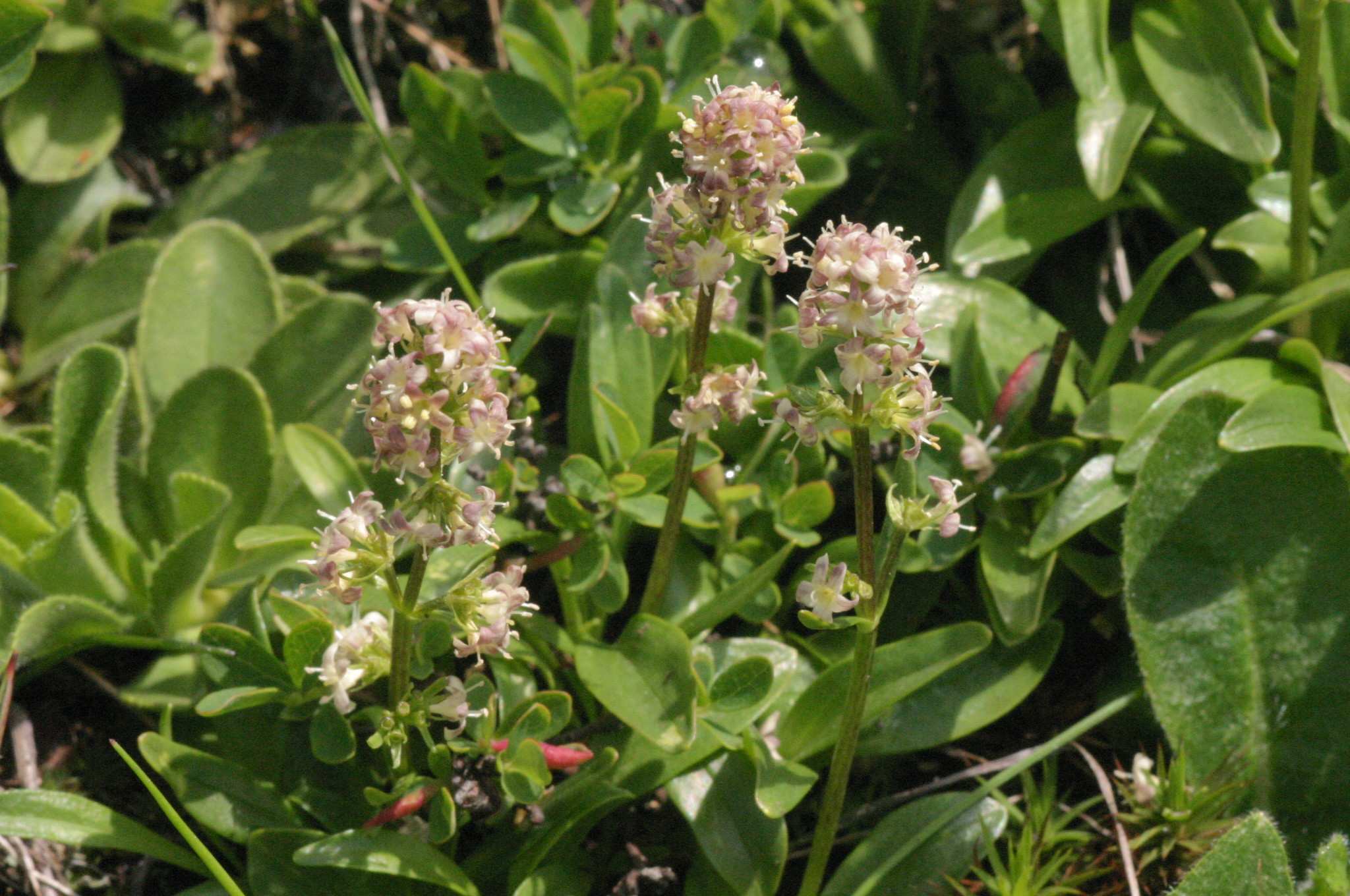
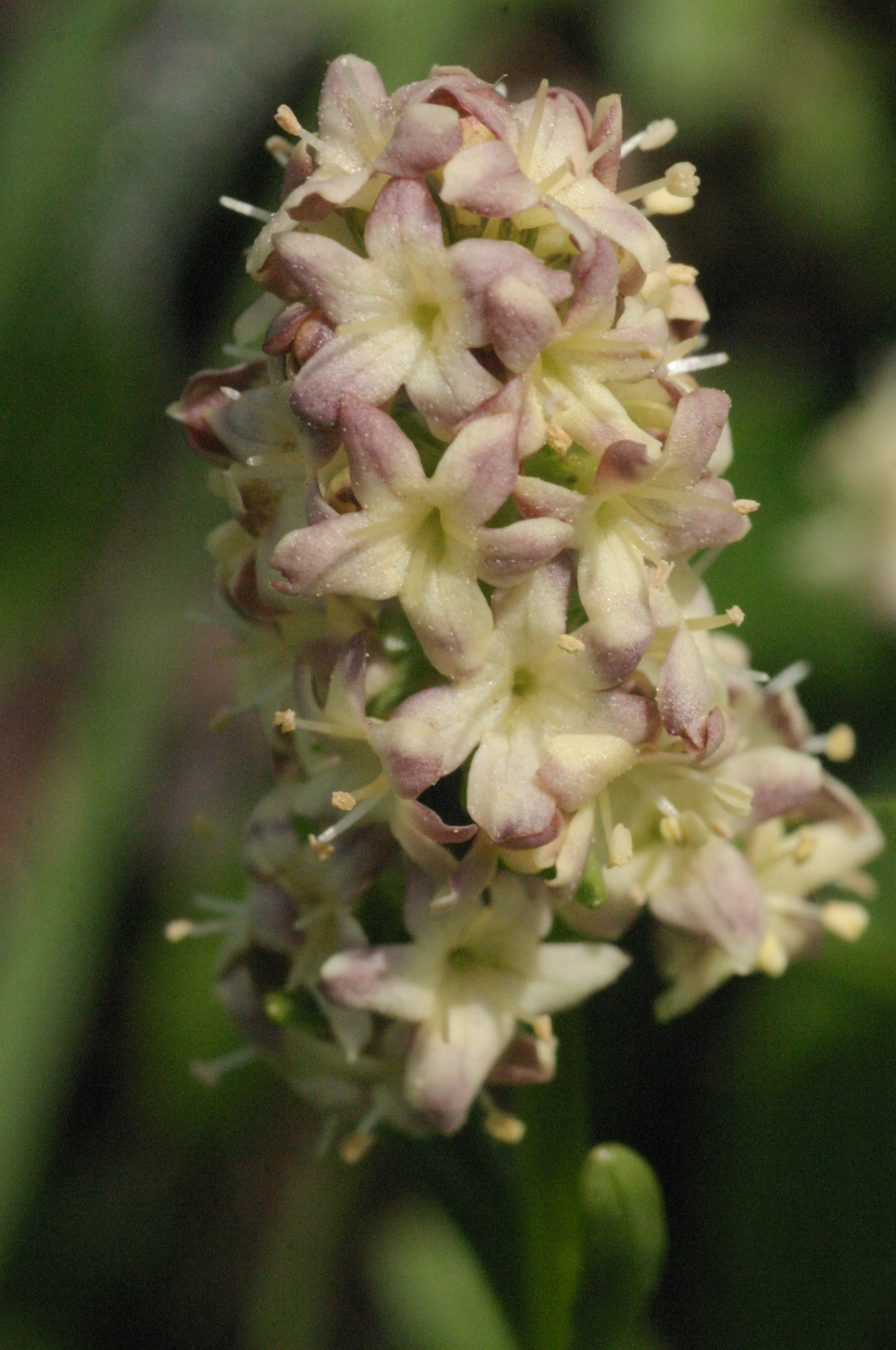